# Gustaf Borgström
Ej att förväxla med läroboksförfattaren Gustaf Borgström (1830–1915)
Nils Oscar Gustaf Jacob Borgström, född 15 november 1903 i Stockholm, död där 16 mars 1965, var direktör för Sveriges Köpmannaförbund.
Borgström blev 1927 filosofie kandidat och var 1928–1930 ordförande i Stockholms högskolas studentkår, där han 1936 blev hedersledamot. I Sveriges Nationella Ungdomsförbund var han 1929–1931 sekreterare och 1931–1933 ombudsman. (Detta är anmärkningsvärt, eftersom SNU/SNF senare blev pronazistiskt, medan Gustaf Borgström engagerade sig i motsatt riktning.) Han blev 1934 sekreterare i Sveriges speceri- och livsmedelshandelsförening. I Sveriges Köpmannaförbund blev han 1934 ombudsman, 1939 vice VD och var 1942–1957 dess verkställande direktör. Från 1959 var han direktör för Center annonsbyrå.
Han blev 1946 styrelseordförande i försäkringsbolaget Hermes och var 1946–1957 vice styrelseordförande i Skånska brandförsäkringsinrättningen, styrelseledamot i AB Handelskredit och olycksfallsförsäkringsbolaget Mercur. Han var 1948–1957 styrelseledamot i Osram-Elektraverken. Han var ledamot i flera statliga utredningar och kommittéer: statens livsmedelssakkunniga 1936–1941 och 1948–1949, folkförsörjningsnämnden 1939, riksgäldskontorets propagandaråd för 1940 års försvarslån, statens trafikkommissions råd 1940, 1941 och 1947 års arbetstids- och butiksstängningssakkunniga, handelspolitiska rådet 1945, arbetsrådet 1944–1949, arbetarskyddsstyrelsen 1949–1957, järnvägsrådet och Standardiseringskommissionen i Sverige 1944–1957, bestyrelsen för Svenska flaggans dag 1942–1958, Näringsfrihetsrådet 1953–1957. Under andra världskriget blev han ledamot av arbetsutskottet för nationalinsamlingen för Finland 1939, samarbetskommittén för nordiskt hjälparbete 1941, svenska Norgehjälpens arbetsutskott 1942 och var ordförande i samarbetskommittén för danska flyktinghjälpen 1943–1945.
Han hade utmärkelserna minnestecken med anledning av Konung Gustaf V:s 70-årsdag av andra graden, kommendör av Vasaorden, riddare av Nordstjärneorden, kommendör av Finlands Lejons orden, riddare av danska Dannebrogsorden, riddare av Finlands Vita Ros-orden första klassen, norska Haakon VII:s Frihetskors, Konung Christan X:s Frihetsmedalj.
Gustaf Borgströms föräldrar var direktören Nils Borgström och Elsa Lagercrantz som var syster till Ava de Lagercrantz. 
Gustaf Borgström gifte sig första gången 1937 med bibliotekarien och förlagsredaktören Helen Starck (1908–1997), som var dotter till Gunnar Starck och tidigare varit gift med historikern Tom Söderberg. Gustaf och Helen Borgström fick tre barn: journalisten Annette Kullenberg (1939–2021), journalisten och prästen Kerstin Vinterhed (född 1941) och advokaten Claes Borgström (1944–2020). Gustaf Borgström var 1956–1959 omgift med lanthushållsläraren Lisbet Erlandsson.
Han är begraven på Norra begravningsplatsen utanför Stockholm.